# التنوع الحيوي الزراعي

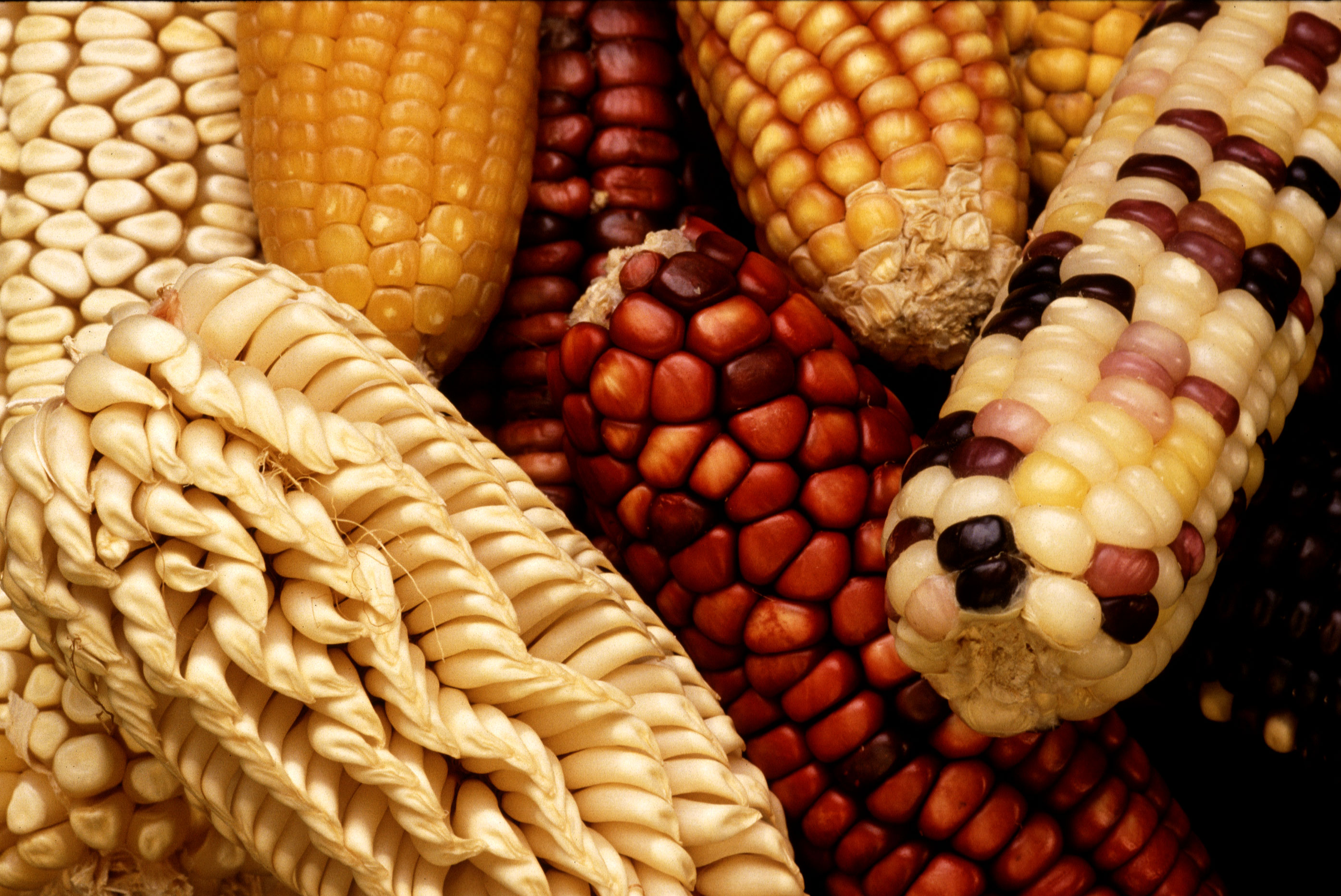
يتم تجميع سلالات نادرة من الذرة لزيادة تنوع المحاصيل عن طريق الاصطفاء الاصطناعي لحبوب الذرة المحلية

التنوع الحيوي الزراعي هو مجموعة فرعية من التنوع الحيوي العام. تُعَرِّف اتفاقية التنوع الحيوي (Convention on Biological Diversity - CBD) التنوع الحيوي الزراعي كمصطلح شامل لكل مكونات التنوع الحيوي والتي لها علاقة بالطعام والزراعة، وكل مكونات التنوع الحيوي التي تشكل النظام البيئي الزراعي والتي تعرف أيضًا بالنظم الـ «أجرو - إيكولوجية». وتُعرف النظم الأجرو-إيكولوجية بأنها تنوع وتغير الحيوانات والنباتات والكائنات الحية الدقيقة على المستوى الجيني والفصيلي والبيئي وهي عملية ضرورية للحفاظ على المهام الأساسية والبناء والعمليات للنظم الأجرو-إيكولوجية.
يشمل التنوع الحيوي الزراعي جميع أشكال الحياة ذات الصلة المباشرة بالزراعة ومنها:
أصناف البذور النادرة والسلالات الحيوانية المختلفة (التنوع الحيوي المزرعي) والعديد من الكائنات الأخرى أيضًا مثل حيوانات التربة والأعشاب الضارة والآفات والحيوانات المفترسة وكل الحيوانات والنباتات المحلية (التنوع الحيوي البري) والموجودة على أو المتنقلة من خلال المزارع. كما أنه يشمل تنوع النظم البيئية. يُعد التنوع الحيوي الزراعي هامًا جدًا للتأقلم مع آثار التغير المناخي المتوقعة وليس فقط كمصدر للصفات بل كدعامة لنظم بيئية زراعية أكثر مرونة. التنوع الحيوي الزراعي هو أساس سلسلتنا الغذائية الزراعية والتي يطورها ويحرسها المزارعون ومربو المواشي والعاملون بالغابات والصيادون والسكان الأصليون من جميع أقطار العالم. يمكن استخدام التنوع الحيوي الزراعي (والذي يتعارض مع وسائل الإنتاج الغير متنوعة) للمساهمة في تأمين الطعام وتحقيق الأمن الغذائي وتأمين المعيشة.